# 隐脉双盖蕨
隐脉双盖蕨（学名：Diplazium donianum var. aphanoneuron）为蹄盖蕨科双盖蕨属下的一个变种。

## 扩展阅读
- 維基物種上的相關：隐脉双盖蕨